# Třicetiúhelník
Třicetiúhelník, cizím slovem triakontagon, je mnohoúhelník o třiceti úhlech, vrcholech a stranách.